# Padania

Flaga Padanii

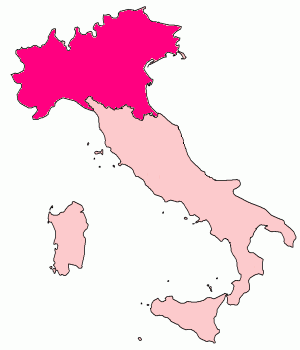
Mapa Padanii

Padania – nazwa nadana przez Ligę Północną części północnych Włoch (Dolina Aosty, Piemont, Lombardia, Liguria, Trydent-Górna Adyga, Wenecja Euganejska, Friuli-Wenecja Julijska i północna część regionu Emilia-Romania), dla której pragnie wywalczyć niepodległość.
15 września 1996 Liga Północna proklamowała powstanie Federalnej Republiki Padanii. Zwolennicy separacji od pozostałej części Włoch uważają flagę Padanii, Słońce Alp, za symbol sprzeciwu wobec rządów Rzymu i chęci Północy do uniezależnienia się.
Hymnem Padanii wybrano „Va, pensiero” (chór niewolników) z opery „Nabbucco”.